# Gustav Hašek
Gustav Hašek (* 25. září 1980, Praha) je český divadelní, televizní a filmový herec, moderátor, komik a dabér.

## Životopis
Jelikož se nechtěl nadále věnovat matematice a strojařině jako na střední škole, rozhodl se i na doporučení kamarádky a její nevlastní matky pokračovat ve studiu na Vyšší odborné škole herecké. Poté, co roku 2002 dostudoval, přijal angažmá v Divadle Šumperk. Po třech letech působení v tomto divadle se ale rozhodl vrátit zpět do Prahy a působit na volné noze.
Od té doby vystupuje v řadě divadel, například v divadle Minor, Aha!, Laterně magice a D21. Také účinkuje v divadlech Na Fidlovačce, Broadway a mnoha dalších. Ve filmu se poprvé objevil roku 2008 ve snímku O život a následně si zahrál v dramatu Já, Olga Hepnarová nebo učitele ve filmu Havel. V televizi sehrál desítku menších seriálových rolí. Je ženatý a má dceru Amálii a syna Gustava.
Moderoval televizní magazín o moderním životním stylu Prima HODINKA, kde jeho moderátorskou kolegyní byla herečka Dominika Býmová a po vystupování ve skečového pořadu Mezi COOLky si následně zahrál i v televizní improvizační show K.O.MICI.
Mimo jiné předčítá audioknihy a od roku 2009 je členem projektu scénického čtení Listování, který založil jeho spolužák Lukáš Hejlík.
V roce 2022 získal Cenu Thálie v kategorii loutkové divadlo za ztvárnění role Matěje Kopeckého v inscenaci Bratři naděje, uváděné v Divadle Minor.

## Filmografie
| Rok  | Název                          | Role                 | Poznámky                                       |
| ---- | ------------------------------ | -------------------- | ---------------------------------------------- |
| 2007 | O život                        | spolužák Michala     |                                                |
| 2007 | Ordinace v růžové zahradě      |                      | televizní seriál, epizoda: „Chyťte kocoura!“   |
| 2010 | Ordinace v růžové zahradě      |                      | televizní seriál, epizoda: „Zkouška Hofmanem“  |
| 2010 | Přešlapy                       |                      | televizní seriál, epizoda: „Myslíš to vážně?“  |
| 2011 | 50°10'53.468"N, 16°33'12.266"E |                      | amatérský film                                 |
| 2014 | Případy 1. oddělení            | policista OOP Beroun | televizní seriál, epizoda: „48 hodin“          |
| 2014 | Svatby v Benátkách             |                      | televizní seriál, epizoda: „Tak trochu ženatý“ |
| 2016 | Já, Olga Hepnarová             |                      |                                                |
| 2017 | Bohéma                         |                      | televizní seriál, díl: „Vyhrát za každou cenu“ |
| 2017 | Ohnivý kuře                    |                      | televizní seriál, díl: „Hostující Chefka“      |
| 2019 | Specialisté                    |                      | televizní seriál, díl: „Tři ženy“              |
| 2019 | Havel                          | učitelský            |                                                |
| 2020 | Modrý kód                      |                      | televizní seriál, díl: „Jen žádnou krev“       |
| 2020 | Místo zločinu Ostrava          |                      | televizní seriál, díl: „Rituál“                |